# Utetheisa
Utetheisa là một chi arctiid bướm đêm. Sâu bướm ăn Crotalaria (rattlebox), và do đó chi bướm đêm này thường được gọi là sâu bướm rattlebox. Các loài Utetheisa thường có màu sáng và đầy màu sắc.

## Các loài
- Utetheisa abraxoides
- Utetheisa aegrotum
- Utetheisa amhara
- Utetheisa antennata Swinhoe, 1893
- Utetheisa clareae Robinson, 1971
- Utetheisa connerorum Roque-Albelo & B. Landry, 2009
- Utetheisa cruentata
- Utetheisa devriesi Hayes, 1975
- Utetheisa dorsifumata Prout, 1920
- Utetheisa elata
- Utetheisa fractifascia
- Utetheisa galapagensis (Wallengren, 1860)
- Utetheisa guttulosa
- Utetheisa henrii Roque-Albelo & B. Landry, 2009
- Utetheisa lactea
- Utetheisa latifascia
- Utetheisa leucospilota
- Utetheisa lotrix Cramer, 1777
- Utetheisa macklotti
- Utetheisa maddisoni Robinson & Robinson, 1980
- Utetheisa okinawensis
- Utetheisa ornatrix - Bella moth hoặc Ornate moth Linnaeus, 1758 (đồng nghĩa: Utetheisa bella Linnaeus, 1758)
- Utetheisa oroya
- Utetheisa pectinata Hampson, 1907
- Utetheisa pellex
- Utetheisa perryi Hayes, 1975
- Utetheisa pulchella - Crimson-speckled Flunkey Linnaeus, 1758
- Utetheisa pulchelloides Hampson, 1907
- Utetheisa sangira
- Utetheisa selecta
- Utetheisa semara Moore, 1860
- Utetheisa specularis
- Utetheisa sumatrana Rothschild, 1910
- Utetheisa timorensis
- Utetheisa vandenberghi
- Utetheisa varians
- Utetheisa variolosa

## Hình ảnh

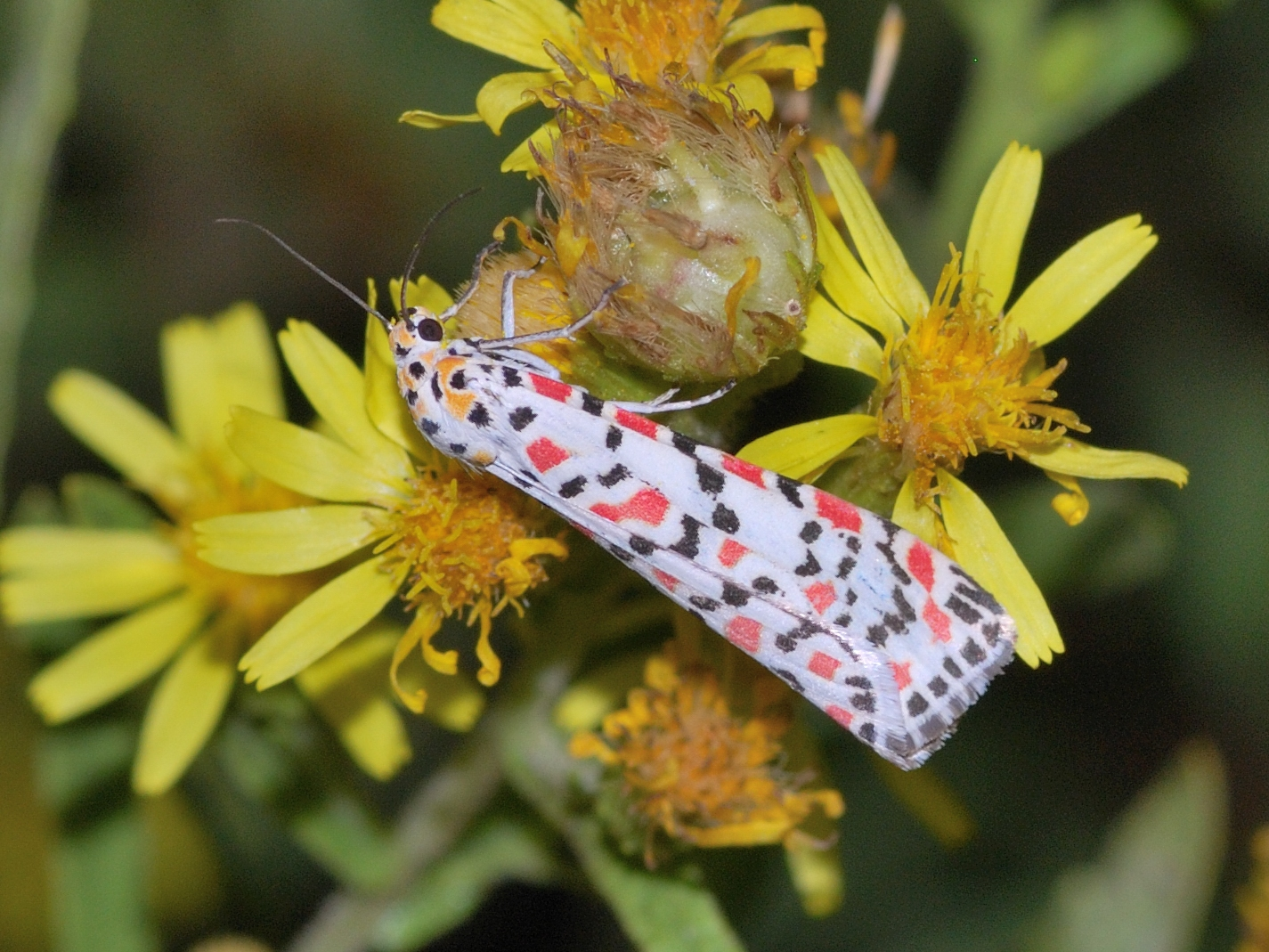
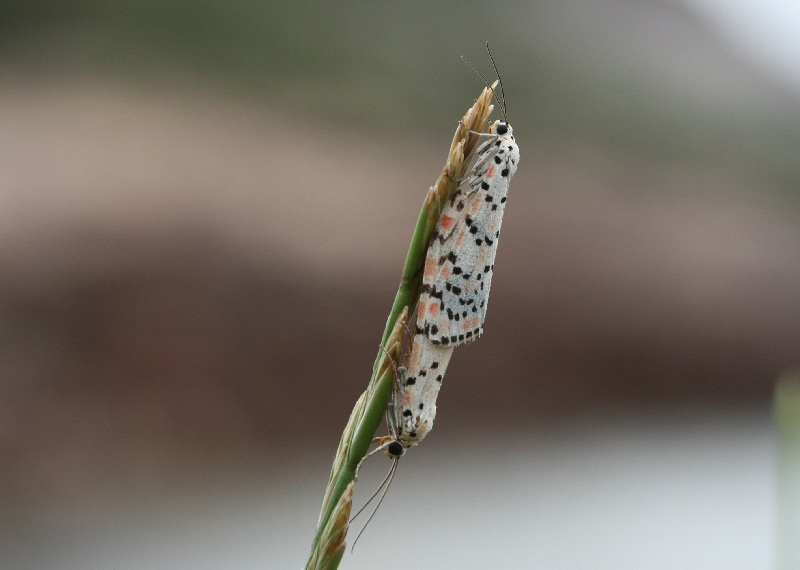